# Långtåvipa
Långtåvipa (Vanellus crassirostris) är en afrikansk fågel i familjen pipare inom ordningen vadarfåglar.

## Kännetecken

### Utseende
Långtåvipan är en långbent och framför allt, som namnet avslöjar, långtåad vipa. Kroppslängden är cirka 31 centimeter. Fjäderdräkten är i stort svart, vit och brun. Den har en svartspetsat röd näbb och djupt röda ben, liksom en röd ring kring ögat. Nacke och bröst är svarta med en blå glans medan ansikte och hals är vita. Ovansidan är mörkt gråbrun. Könen är lika. I flykten syns mycket vitt på vingarna, vilket i kombination med långa släpande ben kan leda tanken till en jassana eller till och med en Ardeola-häger.

### Läten
Lätet är ett diskant och upprepat "pink-pink".

## Utbredning och systematik
Långtåvipa delas in i två underarter med följande utbredning:
- Vanellus crassirostris crassirostris – nominatformen förekommer från södra Sudan till östra Demokratiska republiken Kongo, norra Malawi och västra Angola
- Vanellus crassirostris leucopterus Reichenow, 1889 – förekommer från Tanzania till Demokratiska republiken Kongo, Angola, norra Botswana och nordöstra Sydafrika

## Ekologi
Långtåvipan trivs i alla former av stillastående vatten där den olikt andra vipor (och mer likt jassanor) födosöker på flytande vattenlevande växter efter föda, och där kommer dess långa tår till pass. Den livnär sig av insekter, larver, trollsländenymfer, skalbaggar, myror och små sniglar. Arten ses ofta tillsammans med sporrgås (Plectropterus gambensis) och drar fördel av de djur som kommer fram när gåsen rör runt bland död vegetation. Fågeln förekommer mest i låglänta områden, men har setts upp till 1.100 meters höjd i Malawi och ses mellan 900 och 1300 meters höjd i Zambia.
Arten häckar året runt i monogama par, i revir som försvaras aggressivt mot både artfränder och rovfåglar som skrikfiskörn (Icthyophaga vocifer) och kärrhökar. Boet är enbart en grund uppskrapad grop fodrad med växtmaterial som placeras upp till 100 meter från vattnet, alternativt ett skålformat bo som läggs på flytande växter på maximalt en meters djup. Den lägger ett till fyra ägg som ruvas i 27-30 dagar.

## Status och hot
Arten har ett stort utbredningsområde och en stor population med okänd utveckling. Utifrån dessa kriterier kategoriserar IUCN arten som livskraftig (LC).

## Bildgalleri

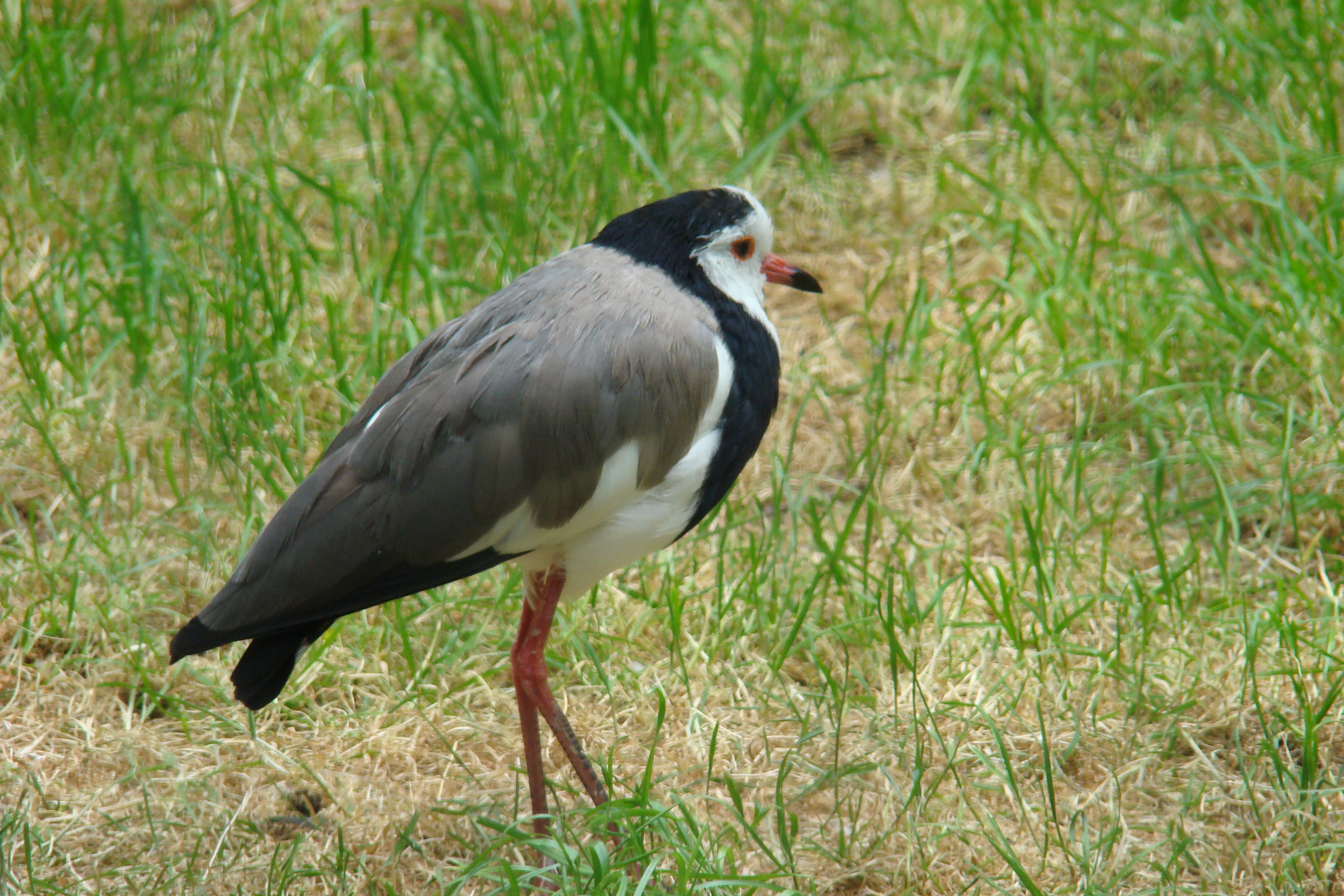
Ssp. leucopterus
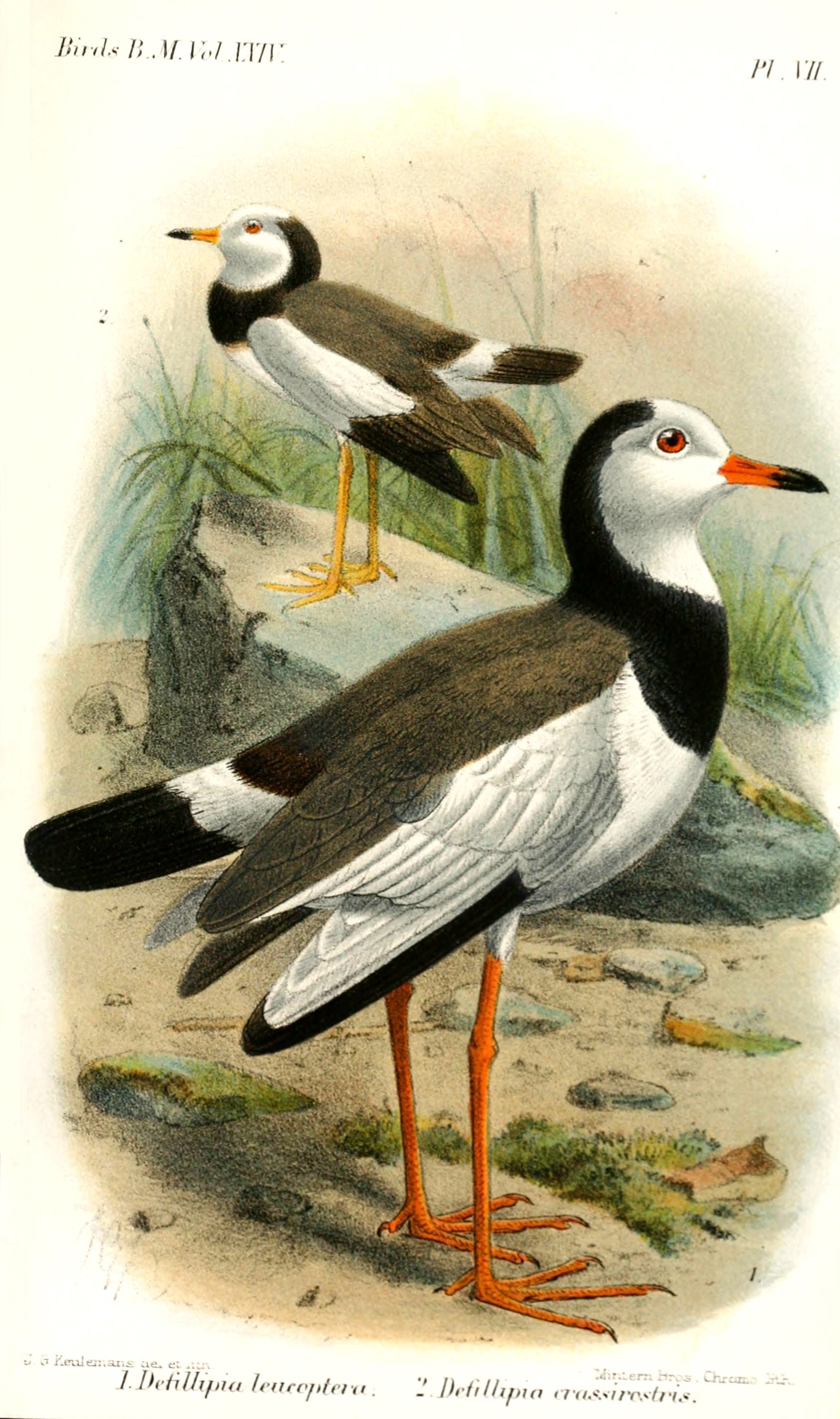
Ssp. leucopterus nedtill och ssp. crassirostris upptill.